# Bosch en Duin

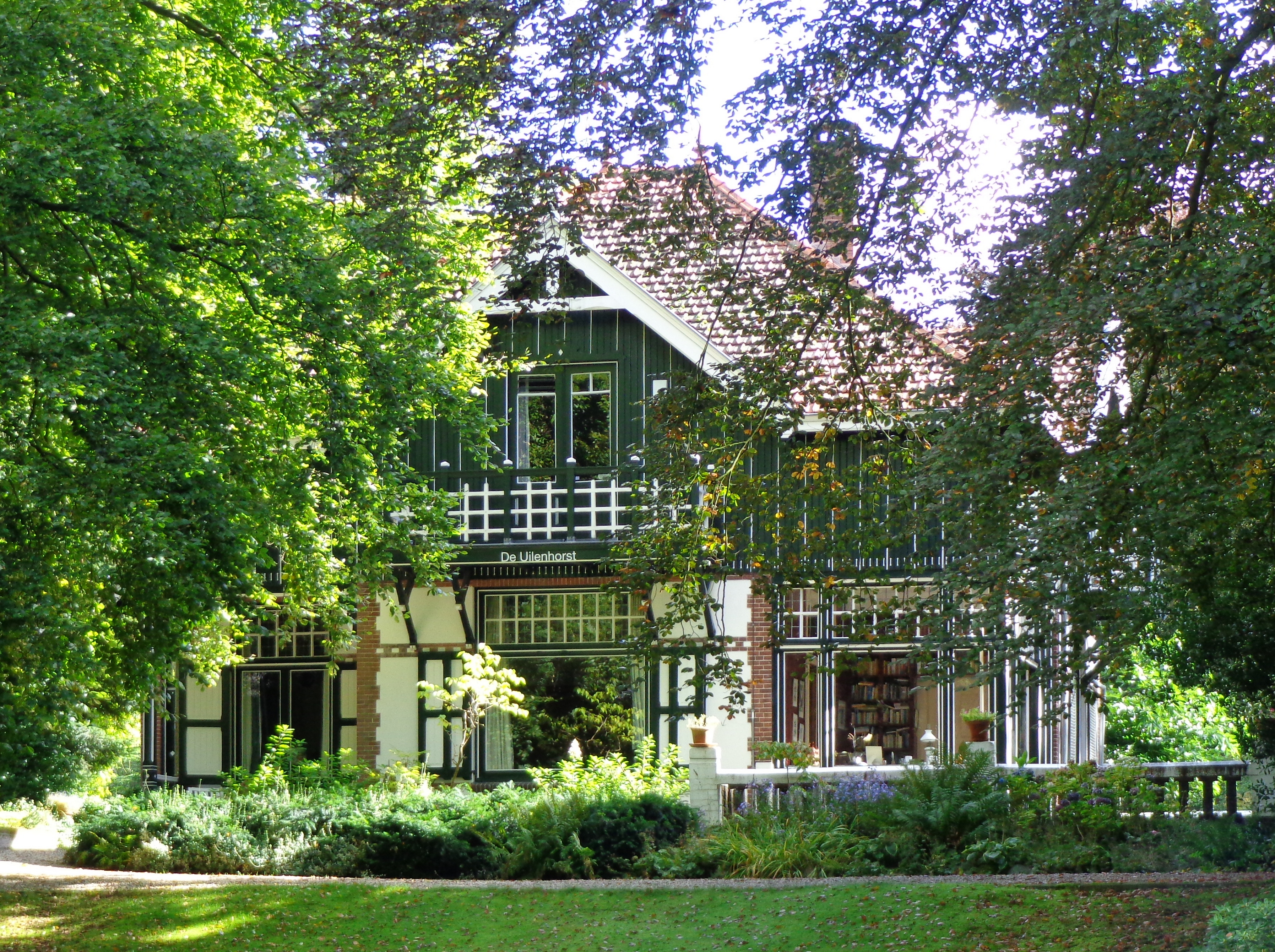
Villa 'De Uilenhorst' uit 1904 is een rijksmonument

Bosch en Duin is een buurtschap in de gemeente Zeist, in de Nederlandse provincie Utrecht. Het grenst aan Huis ter Heide en heeft 1.735 inwoners (2023). Bosch en Duin telt veel villa's met grote kavels.
Rond 1900 is Bosch en Duin in trek geraakt bij rijke kooplieden uit de stad die hier hun vakantiehuis lieten bouwen. Van deze vakantiehuizen staan nog enkele her en der verspreid door Bosch en Duin, de woningen zijn te herkennen aan de klassieke bouwstijl en het vele hout dat werd gebruikt.
Aan de Baarnseweg bevindt zich het landgoed De Horst. Het woonhuis is ontworpen door architect Karel de Bazel in opdracht van de industrieel Duyvis. Hier groeide Willem Oltmans op. De Horst is een rijksmonument.
Bekende architecten hebben huizen ontworpen in Bosch en Duin. Zo heeft Gerrit Rietveld aan de Reelaan een huis ontworpen voor de bekende glaskunstenaar Copier. Architect Robert van 't Hoff ontwierp in 1914 Villa Henny (vanaf 2024 Villa Van 't Hoff), dat wordt gezien als een van de belangrijkste monumenten van Nederland. 
De natuurkundige en Nobelprijswinnaar Pieter Zeeman (1865-1943) liet in 1904/1905 in Bosch en Duin een zomerhuis bouwen, Villa Zonnehof. In de kelder van deze villa deed hij een aantal proeven. Ter gelegenheid van het honderdjarig bestaan van Villa Zonnehof werd de geschiedenis van Bosch en Duin en het leven van Pieter Zeeman en zijn gezin aldaar uitgebreid vastgelegd.
In Bosch en Duin werd Gerard Fagel vermoord, bekend van restaurant De Hoefslag. Harry Bannink, Bob Smalhout en Toon Hermans waren inwoners van Bosch en Duin tot aan hun overlijden.  
Bosch en Duin voert al lange tijd de lijst aan van woonplaatsen met het hoogste aandeel miljoenenwoningen van Nederland. In 2021 betrof maar liefst 75% van de bestaande koopwoningvoorraad een woning met een waarde van 1 miljoen of meer, met een gemiddelde woonwaarde van 1,52 miljoen.